# Eschbach, Rhein-Lahn
Eschbach är en Ortsgemeinde i Rhein-Lahn-Kreis i det tyska förbundslandet Rheinland-Pfalz. Eschbach har cirka 160 invånare.
Kommunen ingår i kommunalförbundet Verbandsgemeinde Nastätten tillsammans med ytterligare 31 kommuner.